# Tomáš Medveď
Tomáš Medveď (Košice, 31 dicembre 1973) è un allenatore di calcio ed ex calciatore slovacco, di ruolo attaccante.
Vanta almeno 352 presenze e 107 reti nei campionati. È ventisettesimo tra i migliori marcatori slovacchi.

## Carriera

### Club

#### 1993-1999: Gli esordi in patria e l'esperienza ceca
Nel 1993 entra nel Dukla Banská Bystrica ma a gennaio 1994 passa all'Inter Bratislava, squadra ai vertici di classifica in campionato: la squadra colse il secondo posto in campionato. A gennaio 1995 passa al Košice rimanendo sei mesi prima di andare a Zlín, in Repubblica Ceca con lo Svit Zlín. Dopo l'esperienza di alcuni mesi in Gambrinus Liga, torna in Slovacchia all'FC Chemlon Hummené, dove rimane da gennaio fino a giugno, riuscendo ad ottenere la salvezza in campionato. Dopo una breve esperienza di un mese al Lokomotíva Košice, nell'agosto del '97 arriva allo Slovan Bratislava: qui realizza 10 reti, ma ciò non basta allo Slovan per vincere il titolo che va al Košice. Nel settembre del 1998 passa ai rivali dell'Artmedia, con cui fa meglio nella seconda stagione realizzando 15 marcature e portando alla salvezza la squadra, piazzandosi inoltre al terzo posto nella classifica marcatori.

#### 2000-2008: L'estero e il ritiro
Nel 2000 arriva all'Ulm, dove rimane sino al 2001 indossando il numero 35, prima di tornare in patria, nuovamente all'Artmedia. Nella prima stagione a Bratislava la squadra finisce settima mentre nella seconda sfiora il titolo giungendo dietro i rivali dello Slovan. Tra 2003 ed il 2005 vive due stagioni in Ungheria con Videoton e Lombard Pápa. Di particolare importanza la stagione 2004-05 quando segnerà 18 marcature portando la Lombard Pápa alla salvezza e lui alla vittoria della classifica marcatori. Nel 2006 torna a Banská Bystrica per giocare al Dukla, dove rimane fino al 2007 giocando con il numero 9. Nel 2008 viene acquistato dal Senec dove giocherà la sua ultima stagione prima di concludere la carriera di calciatore.

## Palmarès

### Giocatore

#### Individuale
- Capocannoniere del campionato ungherese: 1

2004-2005 (18 reti)